# Erik Heiberg
Erik Heiberg (né le 24 janvier 1916 à Christiania, et mort le 30 décembre 1996 à Oslo) est un skipper norvégien. 
Il participe aux Jeux olympiques d'été de 1952 en participant à l'épreuve du 6 mètres et remporte la médaille d'argent de la compétition. Il meurt à l'âge de 80 ans. 

## Palmarès

### Jeux olympiques
- Jeux olympiques de 1952 à Helsinki,  Finlande
  -  Médaille d'argent.